# Лукаш Опалінський (воєвода равський)
Лукаш Опалінський (пол. Łukasz Opaliński; 1581 — 11 вересня 1654) — державний діяч, урядник Королівства Польського в Речі Посполитій, архітектор-аматор. Відомий як Лукаш Опалінський Старший.

## Життєпис

### Навчання
Походив з магнатського роду Опалінських гербу Лодзя. Молодший син Анджея Опалінського, маршалка великого коронного, і Катерини Косцелецької. Народився 1581 року. З 1583 року навчався в колегіумі єзуїтів в Познані. 1593 року успадкував частину батьківських володінь, зокрема Лежайськ.
1597 року закінчив Кельнський університет. У 1598 році слухав лекції в Майнцькому університеті, а у 1599 і 1617 роках — в Падуанському університеті.

### Початок кар'єри
1600 року обирається депутатом (послом) від Познанського воєводства на вальний сейм. У тому ж році брав участь у військовій експедиції канцлера Яна Замойського до Молдавії. 1606 року одружився з представницею шляхетського роду Пілецьких. 1608 року отримує староство сьремське.

### Війна зі Стадницьким
1606 року вступив у конфлікт з Станіславом Стадницьким. Боротьба з останнім вважається найбільшою приватною війною в історії Речі Посполитої.
Причиною збройного протистояння, за деякими відомостями, стало те, що в Опалінського викрали улюбленого карлика або захоплення ланів ґрунту лежайського староства Стадницьким. Можливо, причиною ненависті сусідів було те, що Опалінські були католиками, а Стадницький — лютеранином.
У сутичках Л. Опалінський на початку 1607 року втратив свою хоругву, в листопаді у битві під Луковим ледве втік живим від 7 сотень вояків ворога. Весною 1608 С. Стадницький захопив замок у Ленках, за що у відповідь Опалінський здобув Ланьцут, де звільнив сотню полонених, виявив нелегальну митницю.
Після спалення замку і Ланцута Стадницький два роки провів у Риботичах, де жив у замку покійного Я. Т. Дрогойовського. Втрата Ланьцута спонукала Стадницького атакувати і спалити Лежайськ, належні Анні Опалінській села Ленка, Лукавець, Требовницько, Паліковку. Загони Стадницького пограбували 36 орендаторів Опалінського, опоганили 10 костелів, убили майже 150 осіб, забрали більше 9 000 штук худоби. При цьому він ігнорував королівські декрети і сеймикові постанови.
Одночасно війська Опалінського знищили володіння Станіслава Стадницького навколо Кремениці. Через брак коштів Опалінський не міг зібрати велике військо, через що викликав Стадницького на герць, на що той не погодився.
У захопленому замку Риботичів Стадницький приймав 1609 делегатів короля, що мали домовитись про замирення сторін (1609). Та замість примирення Станіслав Стадницький напав на людей Лукаша Опалінського і поїхав до Любліна на засідання Коронного трибуналу для розгляду свого позову про насильство до Опалінського. Замість дозволених 30 слуг його супроводжувало кінний загін з 700 вояків, що під звуки сурм, барабанів прибули до міста. Вони побили міську сторожу, взявши під контроль міські брами, почали грабувати, палити житла міщан. При штурмі господи, де зупинився Опалінський, загинув його придворний. Міщани Любліна прийняли бій і розбили нападників. Спроба залякати міщан, суддів провалилась і через декілька днів Трибунал відхилив позов, заборонивши Стадницькому на 10 миль наближуватись до Любліна і присудивши сплатити відшкодування побитим міщанам.
Лукашу Опалінському 1610 вдалось зібрати сильне військо завдяки підтримці родичів, зокрема Острозьких, які надали декілька сотень козаків. Значна частина шляхти тоді відвернулась від Стадницького. Він відчував загрозу через обмаль сил і перебрався до більш укріпленого замку у Войтиничах. 15 липня суперники захопили цей замок, де полонили дружину Стадницького. Йому вдалось втекти до Трансильванії, де уклав союз з тамтешнім господарем Габором Баторієм щодо військових дій проти Лукаша Опалінського. Але Того ж року загони останнього зненацька заскочили Стадницького, який загинув у сутичці. Трансильванське військо підійшло лише через 8 днів після цього. Пограбувавши землі біля Старого Самбора і Самбора, воно відступило до себе.
1618 року Лукаш Опалінський з дружиною стали фундаторами базиліки Благовіщення Пресвятої Діви Марії в Лежайську (будувалася до 1628 року) на честь перемоги над супротивником.

### Подальша кар'єра
1614 року призначено каштеляном Познані. Перебував на цій посаді до 1620 року. 1620 року під час спроби шляхтича Михайла Пекарського вбити короля Сигізмунда III Вазу Лукаш Опалінський закрив його від смертельного удару. Того ж року призначено маршалком надворним коронним. 1622 року стає старостою кольським.
1631 року помирає його перша дружина. 1632 року обрався послом (депутатом) від Познанського воєводства на елекційний сейм, де підтримував кандидатуру Владислава IV Вази. Під час сейму був суддею генерального каптурового суду. Того ж року отримує староства одолянувське, лозицьке, кам'янське. 1634 року стає маршалком великим коронним (до 1650 року). 1636 року одружується вдруге — з Софією Данилович. Згодом записав колегіуму єзуїтів у Раві Мазовецькій, який входив до Польської провінції Товариства Ісуса, дім у Варшаві, щоб єзуїти Польщі  мали місце для помешкання у столиці.
1642 року помирає його дружина Софія. 1645 року одружився втретє — з представницею роду Фірлеїв, але дружина померла того ж року. Водночас отримує староства уйсьцьке і пільське. У 1648 році обирається депутатом від Познанського воєводства на елекційний сейм, де був обраний новим королем Ян II Казимир. Знову стає суддею генерального каптурового суду. 1649 року Опалінському надано лежайське староство.
1650 року стає воєводою равським. Помер 1654 року.

## Родина
1. Дружина — Анна, донька Яна Пілецького, ротмистра королівського
Діти:
- Ельжбета (1608—1633), дружина Івана Миколая Даниловича, підскарбія великого коронного
- Констанція (1610 — після 1635), дружина Стефана Грудзинського, старости уйсьцького і пільського

2. Дружина — Софія, донька Миколи Даниловича, маршалка сейму
Діти:
- Катерина (д/н—1680\1681), дружина: 1) Збігнева Фірлея, старости любельського; 2) Якуба Роздражевського, воєводи іновроцлавського

3. Дружина — Ельжбета, донька Миколая Фірлея, маршалка коронного трибуналу